# Woyzeck (film, 1979)
Pour les articles homonymes, voir Woyzeck (homonymie).
Pour plus de détails, voir Fiche technique et Distribution.
Woyzeck est un film dramatique allemand réalisé par le réalisateur allemand Werner Herzog, sorti en 1979, avec Klaus Kinski dans le rôle-titre et Eva Mattes dans le rôle de Marie. Le scénario est adapté de la pièce du même nom de l'auteur dramatique Georg Büchner.

## Synopsis
Franz Woyzeck, un soldat en poste dans une ville provinciale allemande, est le père d'un enfant illégitime qu'il a eu avec Marie, sa maîtresse. Woyzeck arrondit sa paye en effectuant des travaux pour le capitaine et en acceptant de prendre part à des expériences médicales menées par le docteur. Ainsi, pour une de ces expériences, le docteur demande à Woyzeck de ne manger rien d'autre que des petits pois. La santé mentale de Woyzeck décline et il commence à avoir une série de visions apocalyptiques. Dès lors, Marie se lasse de Woyzeck et se tourne vers un tambour-major, qui, dans une scène ambiguë se déroulant dans la chambre de Marie, la viole probablement.
Woyzeck, jaloux, se confronte avec le tambour-major qui le bat et l'humilie. Puis Woyzeck poignarde Marie à mort près d'un étang. Il y jette le couteau et, tout en essayant de laver le sang, il éprouve l'hallucination de nager dans le sang de Marie.

## Fiche technique
- Titre : Woyzeck
- Réalisation et scénario : Werner Herzog
- Photographie : Jörg Schmidt-Reitwein
- Montage : Beate Mainka-Jellinghaus
- Son : Harald Maury
- Pays d'origine :  Allemagne de l'Ouest
- Format : 1,66:1 — mono
- Genre : drame
- Durée : 80 minutes
- Date de sortie : 1979

## Distribution

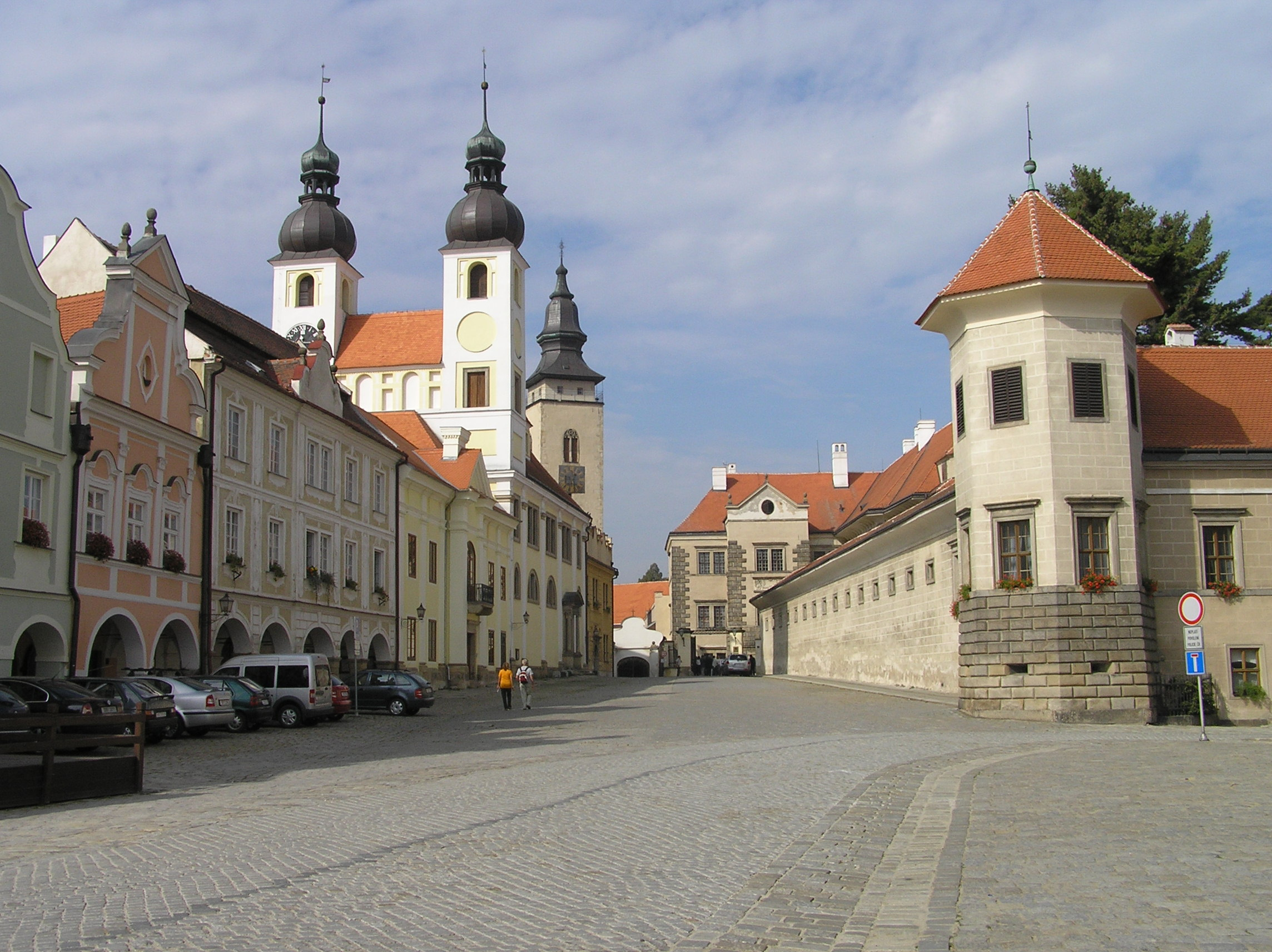
La place du Marché de Telč, ville où fut tourné le film.

- Klaus Kinski : Friedrich Johann Franz Woyzeck
- Eva Mattes : Marie
- Wolfgang Reichmann : le capitaine
- Willy Semmelrogge : le docteur
- Josef Bierbichler : le tambour major
- Paul Burian : Andres
- Volker Prechtel : l'artisan
- Dieter Augustin : le bonimenteur
- Irm Hermann : Margret
- Wolfgang Bächler : le juif

## Production

### Tournage
Le tournage s'est déroulé à Telč, en Tchécoslovaquie, et a débuté seulement cinq jours après la fin de tournage de Nosferatu, fantôme de la nuit. Herzog a employé la même équipe technique ainsi que le même acteur vedette, Klaus Kinski, tous épuisés par le précédent tournage. Les scènes ont été réalisées généralement en une seule prise, ce qui a permis que le tournage soit achevé en seulement dix-huit jours. Herzog le monta en quatre jours.

## Prix
Le film a été présenté en sélection officielle en compétition au Festival de Cannes 1979 et a obtenu le prix du meilleur second rôle féminin pour Eva Mattes. Il a également remporté la statuette d'argent au Festival du cinéma allemand en 1981.